# Bóng rổ tại Đại hội Thể thao Đông Nam Á 2017 - Nam
Giải đấu bóng rổ nam tại Đại hội Thể thao Đông Nam Á 2017 sẽ tổ chức ở Kuala Lumpur, Malaysia tại Sân vận động MABA từ ngày 20 đến ngày 26 tháng 8.

## Các quốc gia tham dự
- Campuchia
- Indonesia
- Lào
- Malaysia
- Myanmar
- Philippines
- Singapore
- Thái Lan
- Việt Nam

## Kết quả
Tất cả theo Malaysia Standard Time (UTC+8)

### Vòng bảng

#### Bảng A
| VT | Đội          | ST | T | B | ĐT  | ĐB  | HS   | Đ | Giành quyền tham dự     |
| -- | ------------ | -- | - | - | --- | --- | ---- | - | ----------------------- |
| 1  | Philippines  | 3  | 3 | 0 | 308 | 174 | +134 | 6 | Vòng đấu loại trực tiếp |
| 2  | Thái Lan     | 3  | 2 | 1 | 274 | 191 | +83  | 5 | Vòng đấu loại trực tiếp |
| 3  | Malaysia (H) | 3  | 1 | 2 | 236 | 230 | +6   | 4 | Tranh vị trí thứ 5      |
| 4  | Myanmar      | 3  | 0 | 3 | 111 | 334 | −223 | 3 | Tranh vị trí thứ 7      |

| ngày 20 tháng 8 năm 2017 17:00 |                                                                                     | Myanmar | 42–95                                                  | Malaysia |  | MABA Stadium |
| ngày 20 tháng 8 năm 2017 17:00 | Điểm mỗi set: 13-25, 11-23, 9-22, 9-25                                              |         |                                                        |          |  | MABA Stadium |
| ngày 20 tháng 8 năm 2017 17:00 | Điểm: Ja, Aung 9 each Chụp bóng bật bảng: 4 players 4 each Hỗ trợ: 3 players 2 each |         | Điểm: Wong 21 Chụp bóng bật bảng: Lim 15 Hỗ trợ: Teo 4 |          |  | MABA Stadium |

| ngày 20 tháng 8 năm 2017 21:30 |                                                                  | Thái Lan | 74–81                                                                                | Philippines |  | MABA Stadium Trọng tài: Ji Hu (CHN), Rendra Lesmana (INA), Hwee Liak Wong (SGP) |
| ngày 20 tháng 8 năm 2017 21:30 | Điểm mỗi set: 12–22, 22–14, 25–24, 15–21                         |          |                                                                                      |             |  | MABA Stadium Trọng tài: Ji Hu (CHN), Rendra Lesmana (INA), Hwee Liak Wong (SGP) |
| ngày 20 tháng 8 năm 2017 21:30 | Điểm: Lamb 17 Chụp bóng bật bảng: Jakrawan 14 Hỗ trợ: Samerjai 3 |          | Điểm: Rosario 16 Chụp bóng bật bảng: Rosario, Standhardinger 10 each Hỗ trợ: Amer 10 |             |  | MABA Stadium Trọng tài: Ji Hu (CHN), Rendra Lesmana (INA), Hwee Liak Wong (SGP) |

| ngày 21 tháng 8 năm 2017 18:00 |                                                        | Malaysia | 75–90                                                     | Thái Lan |  | MABA Stadium |
| ngày 21 tháng 8 năm 2017 18:00 | Điểm mỗi set: 23–14, 15–36, 14–17, 23–23               |          |                                                           |          |  | MABA Stadium |
| ngày 21 tháng 8 năm 2017 18:00 | Điểm: Lim 17 Chụp bóng bật bảng: Ting 10 Hỗ trợ: Teo 4 |          | Điểm: Lamb 36 Chụp bóng bật bảng: Lamb 9 Hỗ trợ: Lakhan 5 |          |  | MABA Stadium |

| ngày 22 tháng 8 năm 2017 18:00 |                                                                       | Philippines | 129–34                                                            | Myanmar |  | MABA Stadium Trọng tài: Hwee Liak Wong (SGP), Rendra Lesmana (INA), Thongpathoum Mikeo (LAO) |
| ngày 22 tháng 8 năm 2017 18:00 | Điểm mỗi set: 31–7, 29–3, 38–6, 31–18                                 |             |                                                                   |         |  | MABA Stadium Trọng tài: Hwee Liak Wong (SGP), Rendra Lesmana (INA), Thongpathoum Mikeo (LAO) |
| ngày 22 tháng 8 năm 2017 18:00 | Điểm: Jose 22 Chụp bóng bật bảng: Standhardinger 11 Hỗ trợ: Tolomia 6 |             | Điểm: Kyaw 12 Chụp bóng bật bảng: Han, Phyo 5 each Hỗ trợ: Aung 4 |         |  | MABA Stadium Trọng tài: Hwee Liak Wong (SGP), Rendra Lesmana (INA), Thongpathoum Mikeo (LAO) |

| ngày 23 tháng 8 năm 2017 18:00 |                                                        | Malaysia | 66–98                                                                          | Philippines |  | MABA Stadium |
| ngày 23 tháng 8 năm 2017 18:00 | Điểm mỗi set: 20–18, 15–29, 11–26, 20–25               |          |                                                                                |             |  | MABA Stadium |
| ngày 23 tháng 8 năm 2017 18:00 | Điểm: Kuek 14 Chụp bóng bật bảng: Ting 5 Hỗ trợ: Teo 4 |          | Điểm: Standhardinger 18 Chụp bóng bật bảng: Standhardinger 18 Hỗ trợ: Ravena 3 |             |  | MABA Stadium |

| ngày 24 tháng 8 năm 2017 09:00 |                                                               | Myanmar | 37–110                                                                            | Thái Lan |  | MABA Stadium |
| ngày 24 tháng 8 năm 2017 09:00 | Điểm mỗi set: 8–19, 8–33, 13–34, 8–24                         |         |                                                                                   |          |  | MABA Stadium |
| ngày 24 tháng 8 năm 2017 09:00 | Điểm: Han 9 Chụp bóng bật bảng: Han 7 Hỗ trợ: Ja, Zaya 2 each |         | Điểm: Chanthachon 25 Chụp bóng bật bảng: Chanthachon 11 Hỗ trợ: Apiromvilaichai 8 |          |  | MABA Stadium |

#### Bảng B
| VT | Đội       | ST | T | B | ĐT  | ĐB  | HS   | Đ | Giành quyền tham dự     |
| -- | --------- | -- | - | - | --- | --- | ---- | - | ----------------------- |
| 1  | Indonesia | 4  | 4 | 0 | 271 | 197 | +74  | 8 | Vòng đấu loại trực tiếp |
| 2  | Singapore | 4  | 3 | 1 | 252 | 185 | +67  | 7 | Vòng đấu loại trực tiếp |
| 3  | Việt Nam  | 4  | 2 | 2 | 271 | 240 | +31  | 6 | Trận tranh vị trí thứ 5 |
| 4  | Campuchia | 4  | 1 | 3 | 317 | 360 | −43  | 5 | Trận tranh vị trí thứ 7 |
| 5  | Lào       | 4  | 0 | 4 | 170 | 299 | −129 | 4 | Trận tranh vị trí thứ 8 |

| ngày 20 tháng 8 năm 2017 08:00 | Chi tiết | Indonesia                                                       | 89–73 | Việt Nam                                                 |  | MABA Stadium |
| ngày 20 tháng 8 năm 2017 08:00 | Chi tiết | Điểm mỗi set: 17–15, 30–18, 28–19, 14–21                        |       |                                                          |  | MABA Stadium |
| ngày 20 tháng 8 năm 2017 08:00 | Chi tiết | Điểm: Wisnu 17 Chụp bóng bật bảng: Enguio 11 Hỗ trợ: Grahita 10 |       | Điểm: Tâm 22 Chụp bóng bật bảng: Hoàng 13 Hỗ trợ: Minh 9 |  | MABA Stadium |

| ngày 20 tháng 8 năm 2017 14:45 | Chi tiết | Campuchia                                                         | 64–95 | Singapore                                                        |  | MABA Stadium |
| ngày 20 tháng 8 năm 2017 14:45 | Chi tiết | Điểm mỗi set: 24-36, 13-19, 15-31, 12-19                          |       |                                                                  |  | MABA Stadium |
| ngày 20 tháng 8 năm 2017 14:45 | Chi tiết | Điểm: Toun 21 Chụp bóng bật bảng: Toun 9 Hỗ trợ: Oeun, Dar 3 each |       | Điểm: Low 23 Chụp bóng bật bảng: Goh 15 Hỗ trợ: 4 players 3 each |  | MABA Stadium |

| ngày 21 tháng 8 năm 2017 09:00 | Chi tiết | Việt Nam                                                           | 95–90 | Campuchia                                                |  | MABA Stadium |
| ngày 21 tháng 8 năm 2017 09:00 | Chi tiết | Điểm mỗi set: 19–17, 29–23, 27–30, 20–20                           |       |                                                          |  | MABA Stadium |
| ngày 21 tháng 8 năm 2017 09:00 | Chi tiết | Điểm: Tâm 25 Chụp bóng bật bảng: Hùng 11 Hỗ trợ: Tâm, Dương 3 each |       | Điểm: Toun 24 Chụp bóng bật bảng: Toun 11 Hỗ trợ: Toun 5 |  | MABA Stadium |

| ngày 21 tháng 8 năm 2017 15:45 | Chi tiết | Lào                                                                    | 51–103 | Singapore                                                           |  | MABA Stadium |
| ngày 21 tháng 8 năm 2017 15:45 | Chi tiết | Điểm mỗi set: 13–26, 13–20, 13–33, 12–24                               |        |                                                                     |  | MABA Stadium |
| ngày 21 tháng 8 năm 2017 15:45 | Chi tiết | Điểm: Lothalath 15 Chụp bóng bật bảng: Lothalath 7 Hỗ trợ: Phetsavan 2 |        | Điểm: Kwek 18 Chụp bóng bật bảng: Raj 12 Hỗ trợ: Lim, Cherok 2 each |  | MABA Stadium |

| ngày 22 tháng 8 năm 2017 09:00 | Chi tiết | Campuchia                                               | 93–58 | Lào                                                                                     |  | MABA Stadium |
| ngày 22 tháng 8 năm 2017 09:00 | Chi tiết | Điểm mỗi set: 28–9, 23–22, 16–10, 26–17                 |       |                                                                                         |  | MABA Stadium |
| ngày 22 tháng 8 năm 2017 09:00 | Chi tiết | Điểm: Chea 22 Chụp bóng bật bảng: Pek 10 Hỗ trợ: Chea 5 |       | Điểm: Phannolath, Sonenalath 14 each Chụp bóng bật bảng: Nadonhay 13 Hỗ trợ: Nadonhay 6 |  | MABA Stadium |

| ngày 22 tháng 8 năm 2017 15:45 | Chi tiết | Singapore                                              | 54–70 | Indonesia                                                     |  | MABA Stadium |
| ngày 22 tháng 8 năm 2017 15:45 | Chi tiết | Điểm mỗi set: 19–14, 16–21, 9–12, 10–23                |       |                                                               |  | MABA Stadium |
| ngày 22 tháng 8 năm 2017 15:45 | Chi tiết | Điểm: Low 13 Chụp bóng bật bảng: Goh 12 Hỗ trợ: Wong 3 |       | Điểm: Lopez 18 Chụp bóng bật bảng: Kosaih 6 Hỗ trợ: Wuysang 4 |  | MABA Stadium |

| ngày 23 tháng 8 năm 2017 09:00 | Chi tiết | Lào                                                                   | 61–103 | Việt Nam                                                           |  | MABA Stadium |
| ngày 23 tháng 8 năm 2017 09:00 | Chi tiết | Điểm mỗi set: 26-27, 9-19, 10-33, 16-23                               |        |                                                                    |  | MABA Stadium |
| ngày 23 tháng 8 năm 2017 09:00 | Chi tiết | Điểm: Lothalath 25 Chụp bóng bật bảng: Nambouth 6 Hỗ trợ: Lothalath 3 |        | Điểm: Hùng, Tú 24 each Chụp bóng bật bảng: Hùng 21 Hỗ trợ: Hoàng 6 |  | MABA Stadium |

| ngày 23 tháng 8 năm 2017 15:45 | Chi tiết | Indonesia                                                       | 112–70 | Campuchia                                               |  | MABA Stadium |
| ngày 23 tháng 8 năm 2017 15:45 | Chi tiết | Điểm mỗi set: 27-18, 24-16, 27-20, 34-16                        |        |                                                         |  | MABA Stadium |
| ngày 23 tháng 8 năm 2017 15:45 | Chi tiết | Điểm: Kosaih 25 Chụp bóng bật bảng: Kosaih 13 Hỗ trợ: Wuysang 5 |        | Điểm: Toun 31 Chụp bóng bật bảng: Pek 10 Hỗ trợ: Toun 6 |  | MABA Stadium |

| ngày 24 tháng 8 năm 2017 15:45 | Chi tiết | Indonesia                                                             | 122–54 | Lào                                                                                        |  | MABA Stadium |
| ngày 24 tháng 8 năm 2017 15:45 | Chi tiết | Điểm mỗi set: 26-15, 28-13, 40-15, 28-11                              |        |                                                                                            |  | MABA Stadium |
| ngày 24 tháng 8 năm 2017 15:45 | Chi tiết | Điểm: Lopez 21 Chụp bóng bật bảng: Kosaih 13 Hỗ trợ: 3 players 4 each |        | Điểm: Sonelath 16 Chụp bóng bật bảng: Lothalath 6 Hỗ trợ: Deehounhueang, Phannolath 2 each |  | MABA Stadium |

| ngày 24 tháng 8 năm 2017 18:00 | Chi tiết | Việt Nam                                                  | 73–80 | Singapore                                                                  |  | MABA Stadium |
| ngày 24 tháng 8 năm 2017 18:00 | Chi tiết | Điểm mỗi set: 18-19, 12-27, 20-20, 23-14                  |       |                                                                            |  | MABA Stadium |
| ngày 24 tháng 8 năm 2017 18:00 | Chi tiết | Điểm: Dương 17 Chụp bóng bật bảng: Hùng 6 Hỗ trợ: Dương 4 |       | Điểm: Low, Goh 18 each Chụp bóng bật bảng: Low 10 Hỗ trợ: 3 players 3 each |  | MABA Stadium |

### Vòng phân hạng
7th-9th place bracket
|  | Eighth place | Eighth place |           |    | Seventh place | Seventh place |
|  |              |              |           |    |               |               |
|  |              |              |           |    |               |               |
|  |              |              |           |    |               |               |
|  |              |              |           |    |               |               |
|  | 25 August    |              |           |    |               |               |
|  |              |              |           |    |               |               |
|  | Myanmar      | 61           |           |    |               |               |
|  | Myanmar      | 61           | 26 August |    |               |               |
|  |              |              | Campuchia | 94 |               |               |
|  | Myanmar      | 60           | Campuchia | 94 |               |               |
|  | Myanmar      | 60           |           |    |               |               |
|  | Lào          | 78           |           |    |               |               |
|  | Lào          | 78           |           |    |               |               |

| ngày 25 tháng 8 năm 2017 08:00 | Report | Myanmar                                                           | 61–94 | Campuchia                                                          |  | MABA Stadium |
| ngày 25 tháng 8 năm 2017 08:00 | Report | Điểm mỗi set: 11–17, 18–27, 16–24, 16–26                          |       |                                                                    |  | MABA Stadium |
| ngày 25 tháng 8 năm 2017 08:00 | Report | Điểm: Aung 16 Chụp bóng bật bảng: Aung 9 Hỗ trợ: 4 players 2 each |       | Điểm: Toun 24 Chụp bóng bật bảng: Oeun 14 Hỗ trợ: Toun, Pek 5 each |  | MABA Stadium |

#### 8th – 9th place match
| ngày 26 tháng 8 năm 2017 09:00 | Report | Myanmar                                                           | 60–78 | Lào                                                                                  |  | MABA Stadium |
| ngày 26 tháng 8 năm 2017 09:00 | Report | Điểm mỗi set: 13–18, 11–21, 28–16, 8–23                           |       |                                                                                      |  | MABA Stadium |
| ngày 26 tháng 8 năm 2017 09:00 | Report | Điểm: Kyaw 20 Chụp bóng bật bảng: Zin 10 Hỗ trợ: Aung, Sei 4 each |       | Điểm: Lothalath 22 Chụp bóng bật bảng: Nadonhay 12 Hỗ trợ: Nambouth, Nadonhay 4 each |  | MABA Stadium |

#### 5th – 6th place match
|  | Fifth place |    |
|  |             |    |
|  | 25 August   |    |
|  |             |    |
|  | Malaysia    | 93 |
|  | Malaysia    | 93 |
|  | Việt Nam    | 64 |
|  | Việt Nam    | 64 |

| ngày 25 tháng 8 năm 2017 14:45 | Report | Malaysia                                              | 93–64 | Việt Nam                                                          |  | MABA Stadium |
| ngày 25 tháng 8 năm 2017 14:45 | Report | Điểm mỗi set: 22–13, 20–23, 25–7, 26–21               |       |                                                                   |  | MABA Stadium |
| ngày 25 tháng 8 năm 2017 14:45 | Report | Điểm: Lim 24 Chụp bóng bật bảng: Lim 18 Hỗ trợ: Teo 4 |       | Điểm: Dinh 20 Chụp bóng bật bảng: V. Nguyen 8 Hỗ trợ: T. Nguyen 3 |  | MABA Stadium |

### Vòng đấu loại trực tiếp
|  | Bán kết     | Bán kết   |                    |    | Gold medal match | Gold medal match |
|  |             |           |                    |    |                  |                  |
|  | 25 August   |           |                    |    |                  |                  |
|  |             |           |                    |    |                  |                  |
|  | Philippines | 68        |                    |    |                  |                  |
|  | Philippines | 68        | 26 August          |    |                  |                  |
|  | Singapore   | 60        |                    |    |                  |                  |
|  | Singapore   | 60        | Philippines        | 94 |                  |                  |
|  | 25 August   |           | Philippines        | 94 |                  |                  |
|  |             | Indonesia | 55                 |    |                  |                  |
|  | Indonesia   | Indonesia | 55                 | 79 |                  |                  |
|  | Indonesia   |           |                    | 79 |                  |                  |
|  | Thái Lan    | 74        |                    |    |                  |                  |
|  | Thái Lan    | 74        | Bronze medal match |    |                  |                  |
|  |             |           |                    |    |                  |                  |
|  | 26 August   |           |                    |    |                  |                  |
|  |             |           |                    |    |                  |                  |
|  | Singapore   | 55        |                    |    |                  |                  |
|  | Singapore   | 55        |                    |    |                  |                  |
|  | Thái Lan    | 65        |                    |    |                  |                  |

#### Bán kết
| ngày 25 tháng 8 năm 2017 17:00 | Report | Philippines                                                           | 68–60 | Singapore                                             |  | MABA Stadium |
| ngày 25 tháng 8 năm 2017 17:00 | Report | Điểm mỗi set: 15–12, 17–12, 17–18, 19–18                              |       |                                                       |  | MABA Stadium |
| ngày 25 tháng 8 năm 2017 17:00 | Report | Điểm: Rosario 14 Chụp bóng bật bảng: Standhardinger 11 Hỗ trợ: Amer 4 |       | Điểm: Low 14 Chụp bóng bật bảng: Goh 8 Hỗ trợ: Wong 3 |  | MABA Stadium |

| ngày 25 tháng 8 năm 2017 21:30 | Report | Thái Lan                                                        | 74–79 | Indonesia                                                    |  | MABA Stadium Số khán giả: 1,200 |
| ngày 25 tháng 8 năm 2017 21:30 | Report | Điểm mỗi set: 17–12, 12–24, 23–24, 22–19                        |       |                                                              |  | MABA Stadium Số khán giả: 1,200 |
| ngày 25 tháng 8 năm 2017 21:30 | Report | Điểm: Lamb 26 Chụp bóng bật bảng: Jakrawan 9 Hỗ trợ: Samerjai 4 |       | Điểm: Wuysang 15 Chụp bóng bật bảng: Lopez 9 Hỗ trợ: Wisnu 5 |  | MABA Stadium Số khán giả: 1,200 |

#### Trận tranh huy chương đồng
| ngày 26 tháng 8 năm 2017 11:45 | Report | Singapore                                            | 55–65 | Thái Lan                                                                             |  | MABA Stadium |
| ngày 26 tháng 8 năm 2017 11:45 | Report | Điểm mỗi set: 10–12, 16–21, 15–11, 14–21             |       |                                                                                      |  | MABA Stadium |
| ngày 26 tháng 8 năm 2017 11:45 | Report | Điểm: Goh 16 Chụp bóng bật bảng: Goh 11 Hỗ trợ: Ng 2 |       | Điểm: Samerjai 20 Chụp bóng bật bảng: Ghogar 12 Hỗ trợ: Lamb, Apiromvilaichai 2 each |  | MABA Stadium |

#### Trận tranh huy chương vàng
| ngày 26 tháng 8 năm 2017 20:15 | Report | Philippines                                                   | 94–55 | Indonesia                                                       |  | MABA Stadium Số khán giả: 2,123 |
| ngày 26 tháng 8 năm 2017 20:15 | Report | Điểm mỗi set: 19–15, 26–12, 22–11, 27–17                      |       |                                                                 |  | MABA Stadium Số khán giả: 2,123 |
| ngày 26 tháng 8 năm 2017 20:15 | Report | Điểm: Tolomia 20 Chụp bóng bật bảng: Parks 12 Hỗ trợ: Parks 5 |       | Điểm: Pratama 10 Chụp bóng bật bảng: Lopez 7 Hỗ trợ: Prastawa 3 |  | MABA Stadium Số khán giả: 2,123 |

## Bảng xếp hạng chung cuộc
| Xếp hạng | Đội         |
| -------- | ----------- |
| 1        | Philippines |
| 2        | Indonesia   |
| 3        | Thái Lan    |
| 4        | Singapore   |
| 5        | Malaysia    |
| 6        | Việt Nam    |
| 7        | Campuchia   |
| 8        | Lào         |
| 9        | Myanmar     |